# GFF Elite League 2025
La GFF Elite League 2025 è la settima edizione della massima serie del campionato di calcio della Guyana. Il campionato è iniziato il 9 marzo 2025 e si concluderà nel settembre successivo.
La squadra campione in carica è il Guyana Defence Force, che ha vinto il suo terzo titolo nazionale nell'edizione 2024.

## Stagione

### Novità
Al termine della stagione precedente è stato retrocesso il Buxton United, ultimo classificato del campionato. Al suo posto dai campionati regionali è stato promosso il Mainstay Goldstar.

### Formula
Le 10 squadre partecipanti giocano un girone all'italiana con gare di andata e ritorno, per un totale di 18 giornate. Al termine di esse, la prima classificata è campione di Guyana e si qualifica per il CFU Club Shield 2026. L'ultima classificata viene retrocessa, mentre la penultima gioca uno spareggio promozione-retrocessione per la permanenza in massima serie.

## Squadre partecipanti
| Club                 | Città      | Stagione precedente    |
| -------------------- | ---------- | ---------------------- |
| Ann's Grove          | Georgetown | 9° in GFF Elite League |
| Den Amstel           | Uitvlugt   | 6° in GFF Elite League |
| Fruta Conquerors     | Georgetown | 7° in GFF Elite League |
| Guyana Defence Force | Georgetown | Campione di Guyana     |
| Guyana Police Force  | Georgetown | 3° in GFF Elite League |
| Mainstay Goldstar    | Providence | Campionati regionali   |
| Monedderlust         | Berbice    | 8° in GFF Elite League |
| Santos               | Georgetown | 5° in GFF Elite League |
| Slingerz             | Leonora    | 2° in GFF Elite League |
| Western Tigers       | Georgetown | 4° in GFF Elite League |

## Classifica
|                   | Pos. | Squadra                           | Pt | G | V | N | P | GF | GS | DR |
| ----------------- | ---- | --------------------------------- | -- | - | - | - | - | -- | -- | -- |
| Guyana (bandiera) | 1.   | Ann's Grove                       | 0  | 0 | 0 | 0 | 0 | 0  | 0  | 0  |
|                   | 2.   | Den Amstel                        | 0  | 0 | 0 | 0 | 0 | 0  | 0  | 0  |
|                   | 3.   | Fruta Conquerors                  | 0  | 0 | 0 | 0 | 0 | 0  | 0  | 0  |
|                   | 4.   | Guyana Defence Force              | 0  | 0 | 0 | 0 | 0 | 0  | 0  | 0  |
|                   | 5.   | Guyana Police Force               | 0  | 0 | 0 | 0 | 0 | 0  | 0  | 0  |
|                   | 6.   | Template:Calcio Mainstay Goldstar | 0  | 0 | 0 | 0 | 0 | 0  | 0  | 0  |
|                   | 7.   | Template:Calcio Monedderlust      | 0  | 0 | 0 | 0 | 0 | 0  | 0  | 0  |
|                   | 8.   | Santos                            | 0  | 0 | 0 | 0 | 0 | 0  | 0  | 0  |
|                   | 9.   | Slingerz                          | 0  | 0 | 0 | 0 | 0 | 0  | 0  | 0  |
|                   | 10.  | Western Tigers                    | 0  | 0 | 0 | 0 | 0 | 0  | 0  | 0  |

Legenda:
      Campione della Guyana e ammessa al CFU Club Shield 2026.
 Ammessa allo Spareggio promozione-retrocessione.
 Retrocessione diretta.